# Abbaye de l'Isle-Dieu
L’abbaye Notre-Dame de l'Isle-Dieu, seul établissement de Prémontrés du département de l'Eure, est située sur le territoire de la commune de Perruel près de Vascœuil.

## Histoire

### Fondation
Hugues de Saint-Jovinien, anachorète de Sainte-Honorine, établissement du prieuré Saint-Laurent-en-Lyons, délaisse Les Hogues pour s'installer sur le terrain dit l'Île du Houlme, offert par Regnault de Pavilly pour réunir les ermites présents dans le voisinage.
Suivant le désir de Regnault de Pavilly et sur les conseils d'Hugues de Saint-Jovinien, une abbaye y est fondée. Ses fondateurs sont Regnault de Pavilly, Raoul de Perruel et Gilbert de Vascœuil. Regnault de Pavilly, qui tenait l'Isle du Houlme de Raoul de Perruel, la donne pour y construire une abbaye. Il la dote de son domaine anglais, où l'abbaye fonde le prieuré de Charlton (en). Cette donation est attestée par deux chartes successives faites en 1187. Raoul de Perruel accepte la donation de son vassal qui la libère des droits féodaux. Gilbert de Vascœuil complète les dons précédents, et est à l'origine de son patrimoine foncier.
Les donations de Regnault de Pavilly sont confirmées par Henri II, duc de Normandie et roi d'Angleterre, dans une charte antérieure à juillet 1198, par Gautier de Coutances, archevêque de Rouen et par Gautier et Roger de Pavilly, son fils et son neveu.

### Les débuts
Les deux premiers religieux sont des chanoines augustiniens du prieuré des Hogues, rejoints ensuite par Gautier Maloyseau, fondateur du prieuré du Val-aux-Grès à Bolbec, également augustinien. Toutefois les fondateurs font appel à l'ordre des Prémontrés, dont le chapitre général désigne l'abbé de Silly pour prendre la paternité de l'abbaye. L'abbaye de Silly y envoie quatre chanoines,, parmi lesquels Robert de Thaon, qui devient le premier abbé de l'Isle-Dieu. À cause de sa situation qui rend les conditions de vie difficiles (sa proximité d'une zone humide), deux chanoines partent peu de temps après, suivis par Robert de Thaon qui demande à revenir à Silly. L'importance de l'abbaye-mère, l'abbaye de Silly, reste présente jusqu'au XVIe siècle, puisqu'en 1504 et 1525, l'abbé de Silly contrôle l'élection du futur abbé.

### Construction de l'abbaye
En 1207, Gautier de Coutances consacre l'église abbatiale dont il avait posé la première pierre. De 1209 à 1220, on emploie pour la construction des bâtiments la pierre de Caumont. En 1267, Eudes Rigaud, archevêque de Rouen, consacre la nouvelle église. En 1326, une charte de Charles IV le Bel approuve la dotation d'une chapelle dans l'abbatiale, fondée par Guillaume de Ry.

### L'expansion: possessions et dépendances
En 1198, l'abbaye devient la mère de l'abbaye de Bellozanne, fondée par Hugues de Gournay.
L'abbaye possède le prieuré de Charlton, dans le Wiltshire. Il est établi sur le domaine de Charlton, donné par Regnault de Pavilly, et confirmé en 1188 par Henri II et l'évêque de Salisbury Hubert Walter. Ce prieuré, dont il ne reste rien aujourd'hui, est aliéné en 1380 et rattaché à l'hôpital Sainte-Catherine de Londres. L'abbaye a possédé également deux prieurés en France. Le prieuré Saint-Julien de Mantes, dit aussi Saint-Julien-la-Croix-le-Roy-lès-Mantes, fondé par Philippe Auguste en 1222, dont Louis VIII a conféré la charge à l'abbaye. Souvent inondé à cause de sa proximité de la Seine, il est transféré en 1644. Du lieu d'origine il ne reste plus rien aujourd'hui. Le second est celui de Saint-Laurian, à Saint-Denis-le-Thiboult. Son état de délabrement fait que, lors de sa visite, l'archevêque de Rouen Claude-Maur d'Aubigné (1707-1719) décide de sa fermeture.
En outre, l'abbaye desservait habituellement neuf paroisses. Avant la fin du XIIe siècle, Gautier de Coutances, archevêque de Rouen, confie à l'abbaye les patronages de Saint-Ouen-sur-Brachy, Bornambusc et la cure du Tronquay. Gilbert de Vascœuil confie pour sa part la cure de Grainville-sur-Ry, qui est desservie par un religieux jusqu'à la Révolution, tandis qu'Audoul de Brachy fait don de Greuville, confirmé par Gautier de Coutances. Le 13 août 1214, Robert Poulain, archevêque de Rouen, confie la cure de Mathonville. Dans la même période est donnée à l'abbaye la cure de Vinnemerville, que vient confirmer une charte de 1364 de Charles V. La cure des Groseilliers entre dans les dotations de l'abbaye en 1258 par Hugues des Groseilliers, prêtre, seigneur et chapelain du lieu. En 1302, une charte du roi Philippe le Bel concède la cure d'Abenon . En 1303, Guillaume de Flavacourt donne la cure de Saint-Denis-le-Thiboult, confirmé par une bulle du pape Clément V en 1308.
L'abbaye accueillit, en janvier et mars 1353, le roi Jean II le Bon.

### Propriétés de l’abbaye
Le domaine abbatial qui comprenait 8 acres se répartissait pour moitié pour l'abbaye, l'autre pour la ferme. Les terres avoisinantes étaient leur propriété. Philippe le Bel baille pour 20 livres tournois le fief du Mesnil-Amy (aujourd'hui Perruel). Ce fief comportait 40 acres de terres labourables. À proximité, l'abbaye possédait deux bois. Elle percevait des rentes dans 55 paroisses, parmi lesquelles la plus importante est la ferme du Grand-Essart, aux Hogues et ses 30 acres de terres d'un seul tenant. Toutes se trouvent dans un périmètre proche de l'abbaye, dans l'ancien diocèse de Rouen, sauf pour Abenon et les Groseilliers. Les intérêts de l'abbaye ont grandi considérablement au Tronquay avec l'acquisition de nouvelles terres tout au long du XIIIe siècle, comme il se fera également sur Vascœuil. Elle avait également un patrimoine immobilier à Rouen, dont l'hôtel de la Crosse, maison de repli de l'abbaye sur la paroisse Saint-Laurent, et qui abrita pendant la guerre de Cent Ans les religieux de l'abbaye Notre-Dame de Bellozanne. Des droits étaient également perçus dans la forêt de Lyons, par une charte de juillet 1323 du roi Charles IV, et régulièrement confirmés par ses successeurs.
Toutefois, différentes aliénations des biens de l'abbaye durent s'opérer sous le règne d'Henri III. L'abbaye, cotisée à hauteur de 1 000 livres, doit pour y répondre vendre le fief et la seigneurie de Bornambusc le 4 mai 1575. Cette vente étant insuffisante, deux logements à Rouen sont également cédés. Une nouvelle taxe, levée deux ans plus tard, oblige l'abbaye à se séparer à nouveau d'une partie de ses biens. La vente du fief de Bosville-en-Caux le 12 juin 1577 n’étant pas suffisante, plusieurs terres sont vendues au Tronquay le 21 juin et 5 juillet de la même année.

### La commende
L’abbaye subit le régime de la commende à partir de 1560, avec l'attribution par le roi de l'abbaye à François Eyme. En 1624, avec l'arrivée d'un nouvel abbé commendataire, l'abbaye est reconnue en ruine « à cause des désordres des guerres qui avaient affligé nostre royaume ». À plusieurs reprises, des représentants de l'ordre des Prémontrés sont envoyés pour rétablir sa stabilité spirituelle et financière. Quand Michel Colbert, abbé général de l'Ordre, vient le 13 octobre 1674, seuls restent deux chanoines dans les lieux. L'Isle-Dieu intègre la Congrégation de l'Antique Rigueur, confirmé par lettres patentes du roi en février 1676. L'état de délabrement des bâtiments est si important qu'il est envisagé de transférer l'abbaye à Rouen, dans de nouveaux locaux. Les travaux sont finalement engagés et un nouveau départ a lieu pour la communauté. Les effectifs connaissent une croissance, même si l'abbaye n'a jamais abrité une grande communauté.
Les bâtiments du cloître sont reconstruits à la fin du XVIIe siècle. Après 1712, une nouvelle porterie est construite sur la route de Vascœuil à Perruel. À la fin du XVIIIe siècle, l'abbaye possède 189 hectares.

### La Révolution
À la Révolution, pour estimer les « bâtiments et lieux en dépendant », en vue de la vente de l'abbaye comme bien national, le maître-maçon Leclerc et le maître-charpentier Damien visitent les lieux le 19 novembre 1790. Les bâtiments et les terres furent morcelés. Les bâtiments sont vendus au négociant rouennais Quesnel.

## Période contemporaine
Après l'incendie de l'église en 1836, une filature vient s'y implanter, détruite par un incendie en 1886.
Pendant la Seconde Guerre mondiale, un combat le 30 août 1944 entre les Allemands et les Canadiens fait que la tourelle d'un char canadien qui avait explosé s'est envolée, a mis le feu à la grange et fait disparaître la charpente. Le feu y restera pendant un mois, alimenté par les ballots de paille stockés.
On peut y voir au début du XXIe siècle quelques traces de cette époque et en particulier une ferme intéressante (étables, grange dîmière des XIVe siècle et XVe siècle et le moulin) implantée sur une partie du site. Par ailleurs, la chapelle et différents bâtiments, adaptés aux besoins des productions, abritèrent une filature de coton, ensuite les «Établissements Coqueval» puis une usine, les «Plastiques de l'Andelle». Le site a été exploité jusqu'en 2007, date de sa fermeture définitive.
Un canal artificiel, appelé «canal de l'Île Dieu», tracé par les moines, utilisant l'énergie de la rivière est toujours existant et traverse la commune tout près de l'église.

## Description de l'abbaye
L'abbaye se divisait d'un côté et de l'autre d'un bras de l'Andelle : à l'ouest, les bâtiments agricoles ; à l'est, les bâtiments monastiques.
L’église du XIIIe siècle était en forme de croix latine, construite en moellons, grès et en pierre de Caumont. Elle faisait 20 toises de longueur, dont 12 pour la nef. Elle disposait de collatéraux et d'une abside semi-circulaire. À la croisée de transept s'élevait une tour polygonale, surmontée d'une flèche. Le portail occidental refait en 1669, s'élevait de 20 pieds pour 12 de largeur. L'église abritait de nombreuses pierres tombales. Les pierres identifiables sont celles de Guillaume, seigneur de Vascœuil et de sa femme Aliénor Crespin, châtelaine de Beauvais ; Guillaume, châtelain de Beauvais et de sa femme Jeanne d'Estouteville ; Eustache d'Erneville et de sa mère Jeanne du Plessis, dame d'Erneville. Transférées à l'église d'Auzouville-sur-Ry, deux d'entre elles sont ensuite acquises par le musée des Antiquités de Rouen. L'église abbatiale est détruite vers 1836.
Le cloître, disposé au sud de l'église, était de forme légèrement rectangulaire. Entièrement reconstruit en 1744, ses dimensions étaient de 15 toises et 4 pieds pour les côtés est et ouest, tandis que le nord et sud avait une longueur de 14 toises et 2 pieds 1/2.
À l’est du cloître se trouvait le corps de logis de l'espace conventuel. D'une longueur de 120 pieds pour 28 de large et 38 de hauteur, il a été reconstruit à la fin XVIIe siècle, début XVIIIe siècle. Il abritait la sacristie, la salle capitulaire, un vestibule, le réfectoire, la cuisine et la salle des hôtes avec aux deux étages supérieurs 6 chambres par niveau.
Le bâtiment sud abritait le logis abbatial. Ses dimensions étaient de 16 toises de longueur, 26 pieds de large et 17 pieds de hauteur.

## Galerie

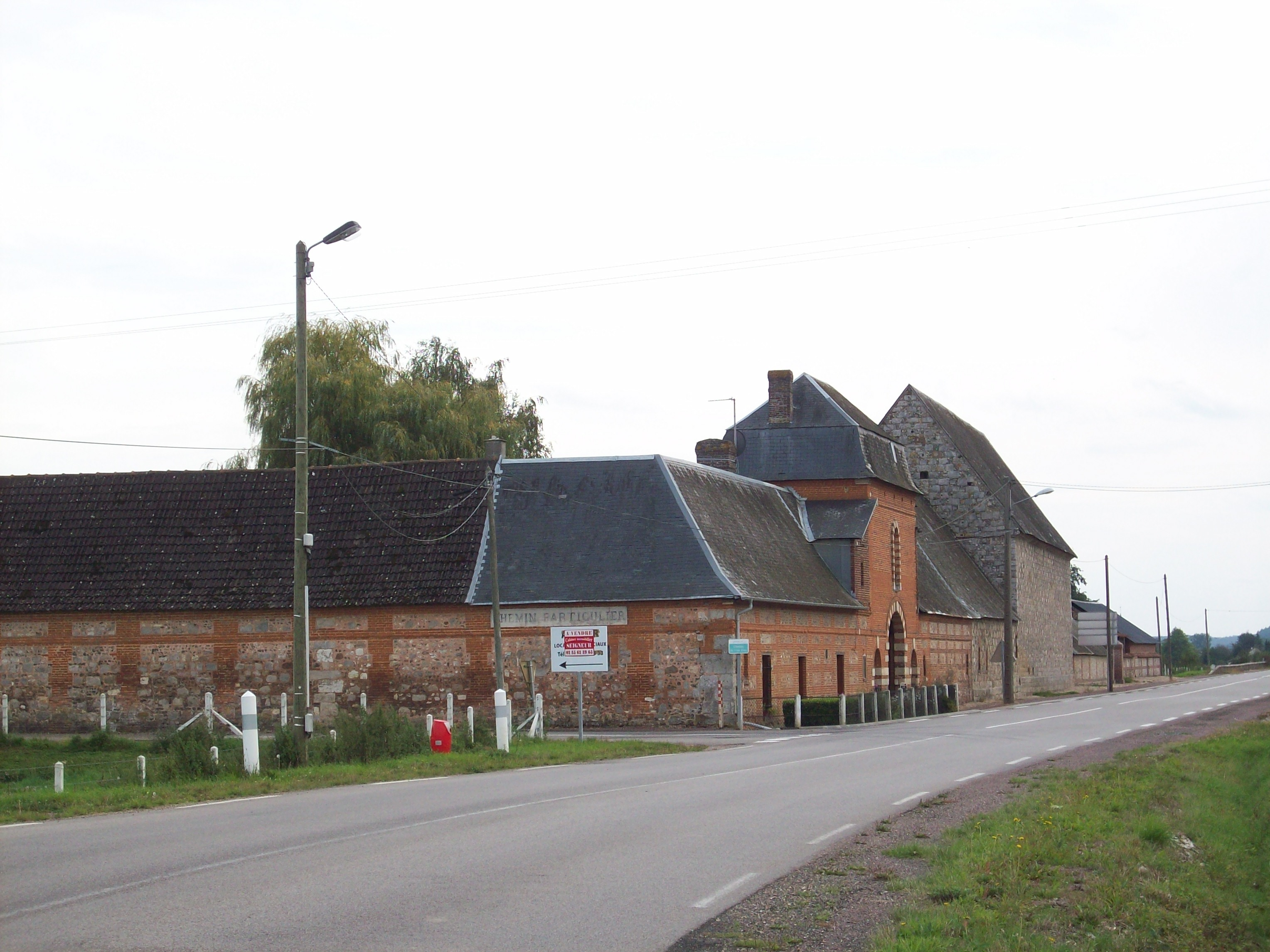
Vue d'ensemble.
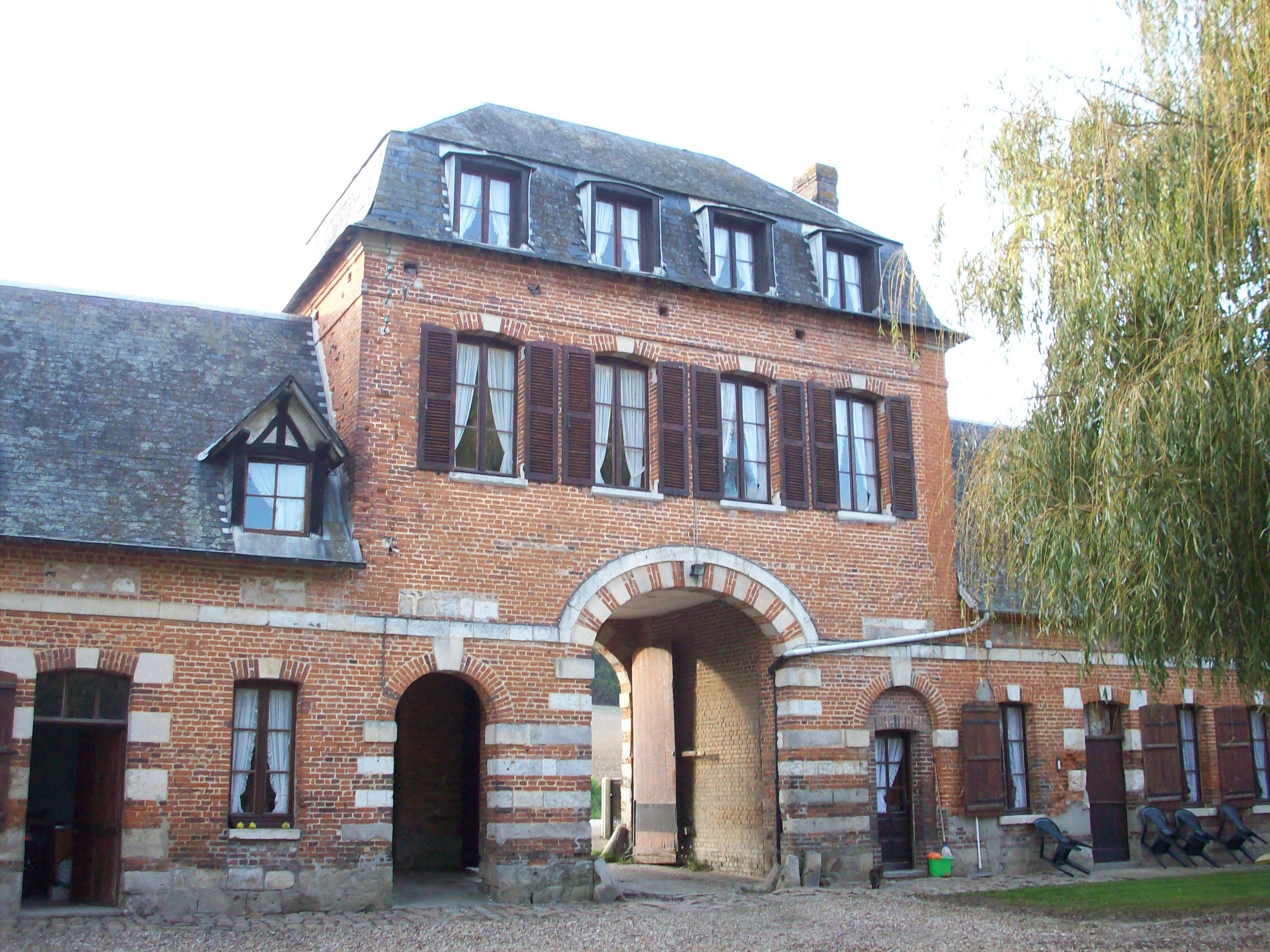
La porterie vue de la cour.
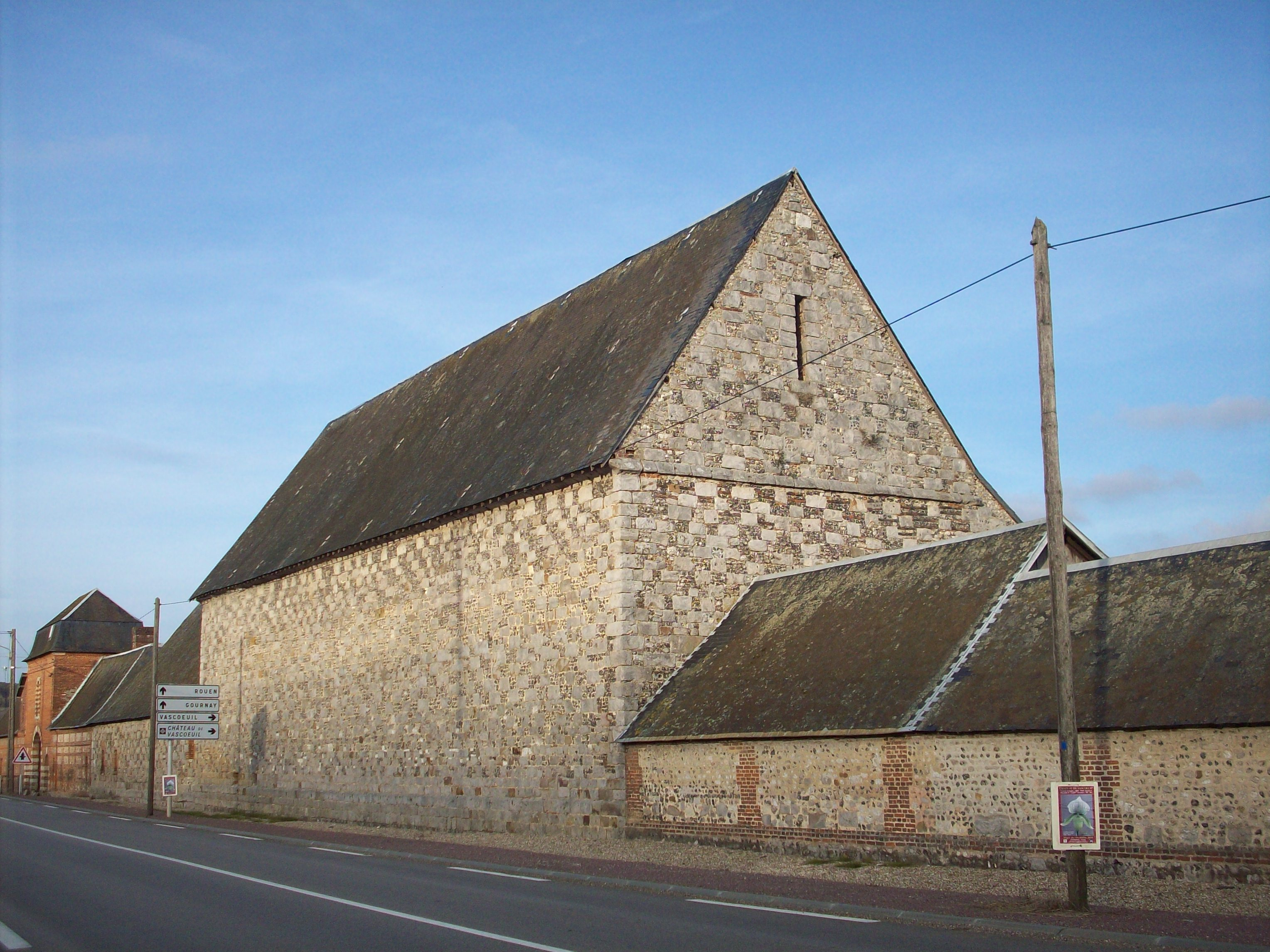
La grange dîmière.
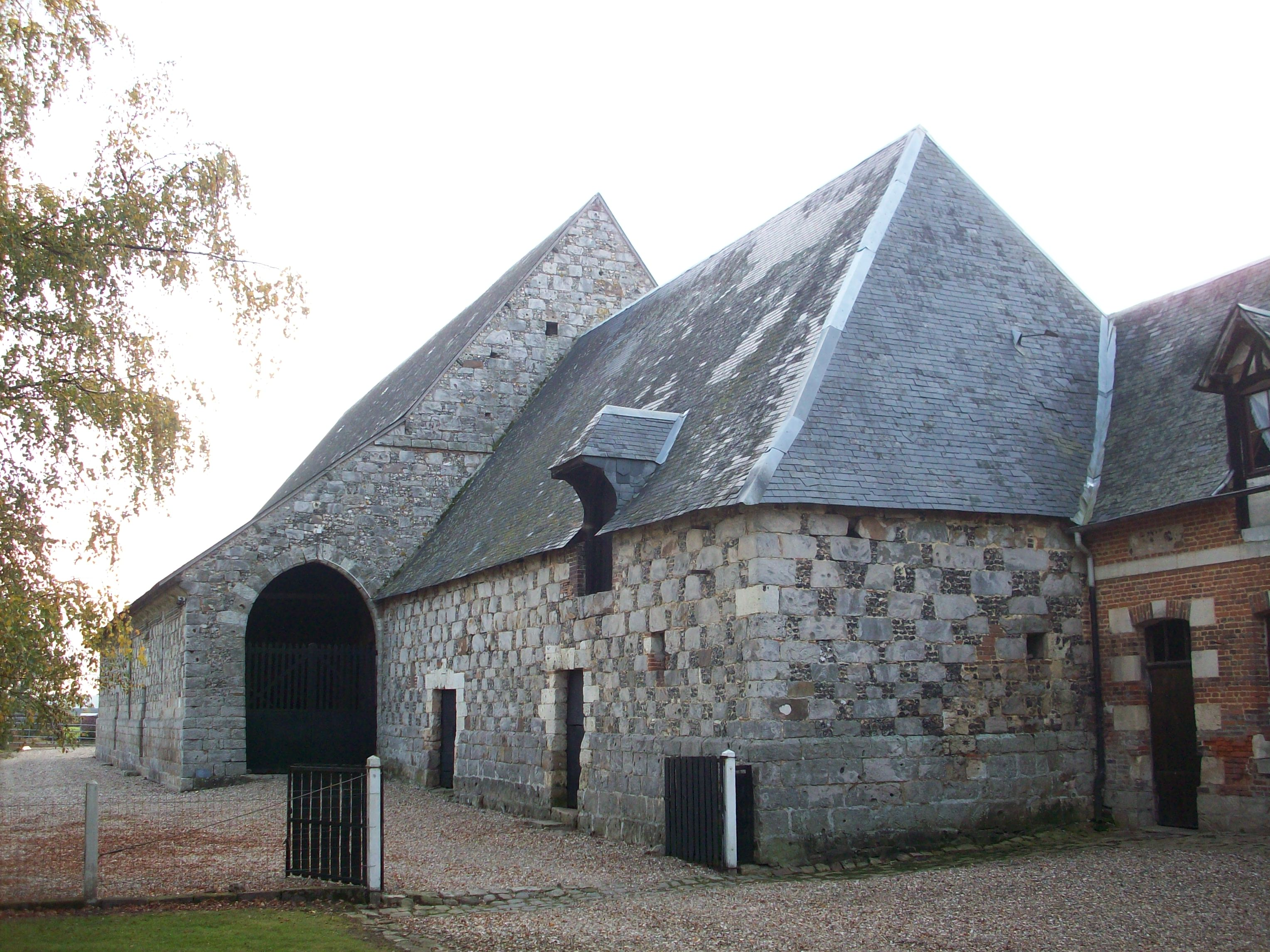
La grange dîmière et la cave.
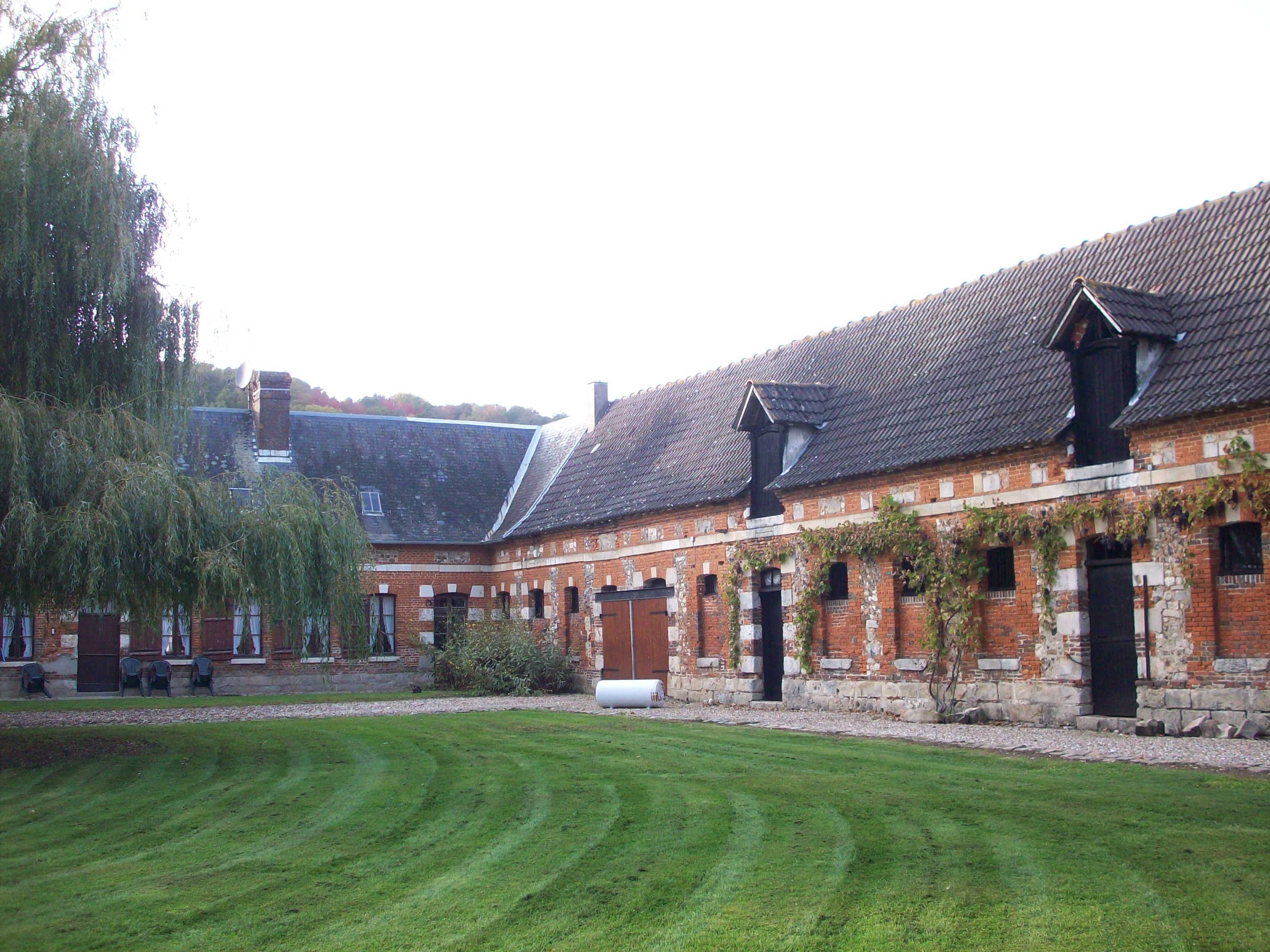
Cour de la ferme.
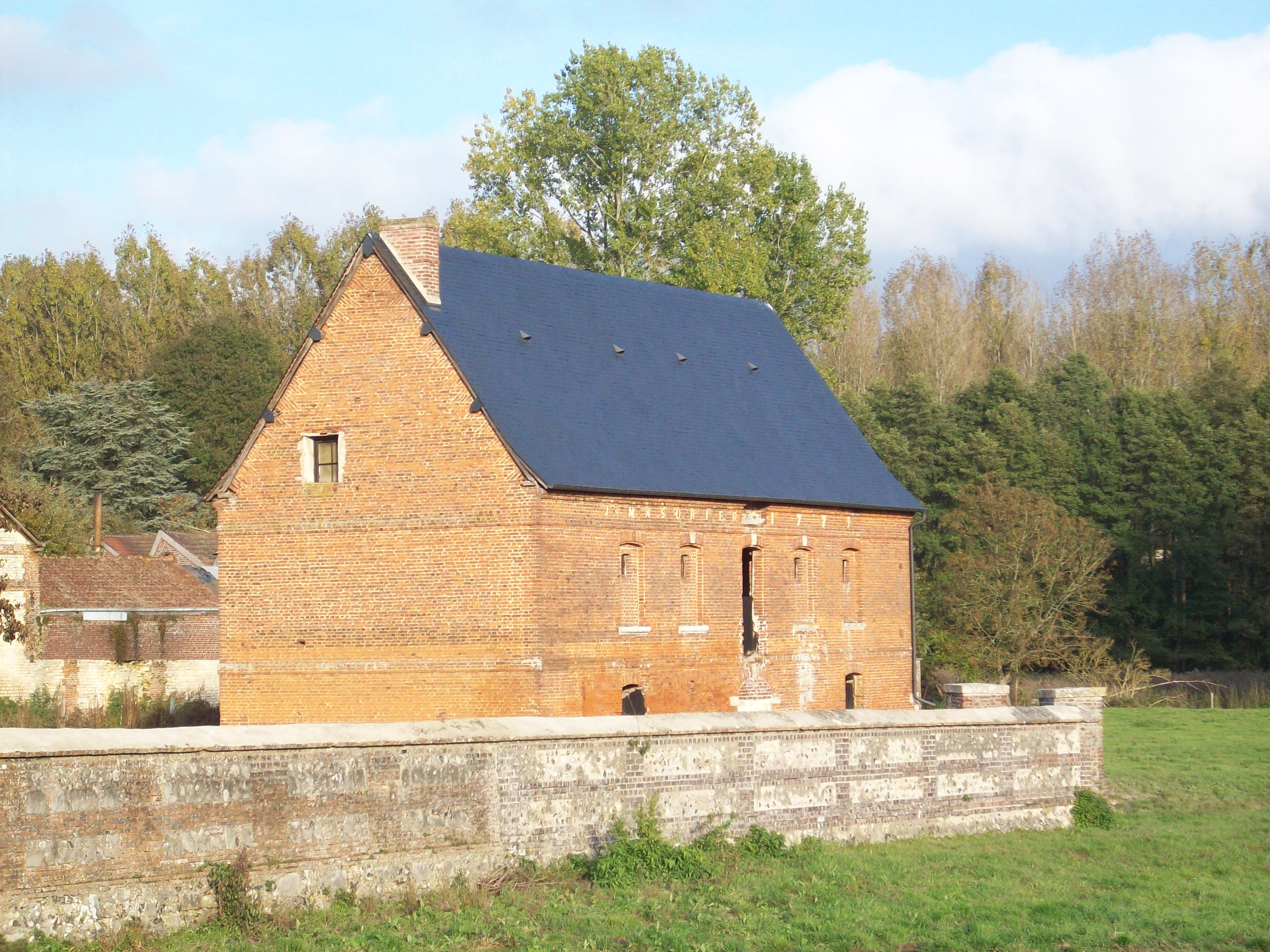
Le moulin.
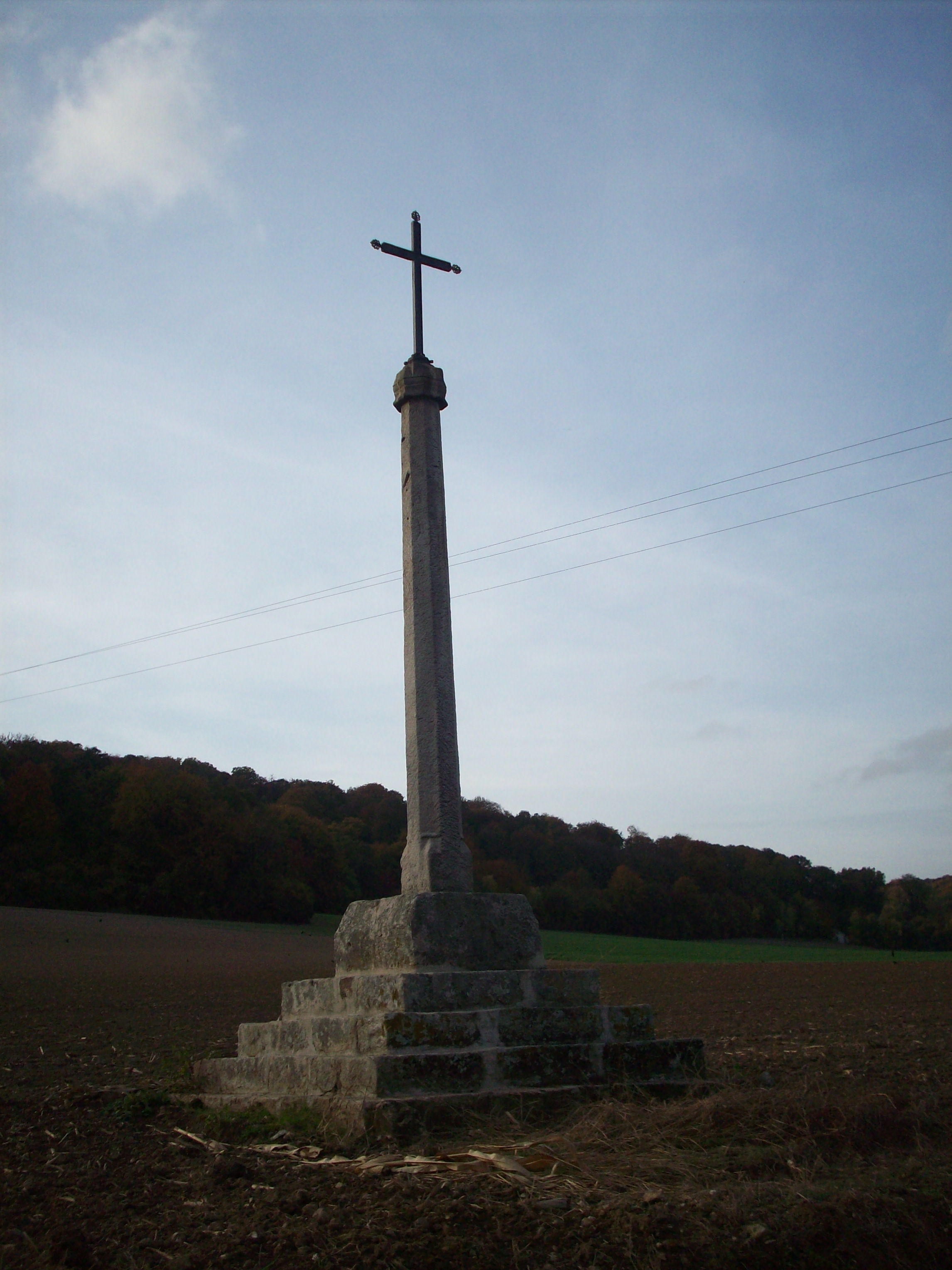
Le calvaire.

## Armes de l'abbaye
d'azur, à une croix fleurdelysée d'or. Elles seraient à l'origine celles de Regnault de Pavilly.

## Membres importants
- Hugues de Saint Jovinien, mort en 1187 à l'abbaye de l'Isle-Dieu, chanoine régulier de Saint-Laurent-en-Lyons (Beauvoir-en-Lyons), ermite à Sainte-Honorine (Les Hogues).
- Virgile de Limoges. D'une famille originaire de Vascœuil, qui a donné les marquis de Saint-Saëns, il est docteur en théologie de l'Université de Paris et devient dès 1526 vicaire général de l'ordre des Prémontrés pour la Normandie. En 1529, il est député pour le clergé aux États généraux de la Normandie. En 1530, il est visiteur général de l'Ordre pour la Normandie, la Bourgogne, l'Auvergne, la Gascogne et l'Espagne. En 1531, il est élu abbé de Prémontré. Il meurt le 14 avril 1533.
- Servais Néel, prieur de l'abbaye sous le régime de la Congrégation. Il est reconnu en 1719 comme le documentaliste et historien des Prémontrés pour la Normandie.